# جاسم بن جابر آل سرور
جاسم بن جابر جاسم بو سيول آل سرور سياسي ودبلوماسي قطري، والسفير الحالي لدولة قطر لدى جمهورية سيريلانكا، ولد في الدوحة بتاريخ 20-08-1967م، التحق بالعمل في وزارة الاوقاف بعد أنهى دراسته في جامعة قطر ثم بدأ حياته السياسية بعد انتقاله لوزارة الخارجية الـي عمل فيها حتى اللحظة وكان لطول سنوات دوراً هاماً في اكتسابه خبرات على المستوى الدبلوماسي فتدرج في السلم الوظيفي وأصبح سفيراً لعدد من الدول.

## المؤهلات العلمية
بكالوريوس شريعة ودراسات إسلامية، جامعة قطر عام 1992م.

## الخبرة العملية
- عمل بوزارة الأوقاف والشؤون الإسلامية خلال الفترة من 17/11/1991م إلى 8/11/1994م.
- عين بوزارة الخارجية اعتباراً من تاريخ 9/11/1994م.
- عمل بإدارة المعلومات والبحوث خلال الفترة من 9/11/1994م إلى 8/9/2000م.
- عمل بإدارة المراسم خلال الفترة من 9/9/2000م إلى 11/7/2002م.
- عمل بسفارة دولة قطر / نواكشوط خلال الفترة من 12/7/2002م إلى 25/9/2005م.
- عمل بسفارة دولة قطر / مسقط خلال الفترة من 26/9/2005م إلى 11/8/2012م.
- عمل بإدارة الشؤون الإفريقية خلال الفترة من 5/9/2012م إلى 7/9/2013م.
- عمل سفيراً لدولة قطر لدى جمهورية جيبوتي خلال الفترة من 9/9/2013م إلى 6/9/2017م.[2]
- عمل سفيراً بوزارة الخارجية خلال الفترة من 7/9/2017م إلى 23/11/2019م.
- عُيّن سـفيراً فوق العادة ومفوضاً لدولة قطر لدى جمهورية سريلانكا اعتباراً من تاريخ 24/11/2019.[3]